# Kanton Montélimar-1
Montélimar-1 is een kanton van het Franse departement Drôme. Het kanton maakt sinds februari 2006 deel uit van het arrondissement Nyons, daarvoor behoorde het tot het arrondissement Valence.

## Gemeenten
Het kanton Montélimar-1 omvatte tot 2014 de volgende gemeenten:
- Montélimar (deels, hoofdplaats)
- Ancône

Na de herindeling van de kantons bij decreet van 20 februari 2014, met uitwerking op 22 maart 2015 omvat het kanton :
- Ancône
- La Coucourde
- Montélimar (hoofdplaats) (noordelijk deel)
- Saulce-sur-Rhône
- Savasse
- Les Tourrettes